# Perrish Cox
Perrish Eugene Cox (Waco, 10 gennaio 1987) è un giocatore di football americano statunitense che gioca nel ruolo di cornerback per i Tennessee Titans della National Football League (NFL). Fu scelto nel corso del quinto giro (137º assoluto) del Draft NFL 2010 dai Denver Broncos. Al college ha giocato a football all'Università statale dell'Oklahoma.

## Carriera professionistica

### Denver Broncos
Cox fu scelto dai Denver Broncos nel quinto giro del Draft 2010. Nella sua prima e unica stagione con la squadra disputò 15 partite, 9 delle quali come titolare, facendo registrare 58 tackle e 16 passaggi deviati. Fu svincolato il 3 settembre 2011

### San Francisco 49ers
Cox firmò coi San Francisco 49ers un contratto biennale il 13 marzo 2012. Fu svincolato il 12 novembre 2013 per fare spazio nel roster attivo al rientrante linebacker Nick Moody.

### Seattle Seahawks
Il 26 novembre 2013, Cox firmò coi Seattle Seahawks, alla ricerca di un cornerback dopo le squalifiche di Walter Thurmond e Brandon Browner. Dopo un solo giorno fu svincolato.

### Ritorno ai 49ers
Tre giorni dopo, Cox rifirmò coi 49ers. Nella prima gara della stagione 2014 fece registrare il suo secondo intercetto in carriera su Tony Romo nella vittoria in trasferta sui Dallas Cowboys. Nel penultimo turno mise a segno il suo quinto stagionale su Philip Rivers dei Chargers che lo portò al terzo posto nella NFL. La sua stagione si chiuse con 53 tackle e guidando la NFL con 23 passaggi deviati.

### Tennessee Titans
Il 14 marzo 2015, Cox firmò coi Tennessee Titans un contratto triennale del valore di 15 milioni di dollari.

## Palmarès
- National Football Conference Championship: 1

San Francisco 49ers: 2012

## Statistiche
| Partite totali      | 55  |
| Partite da titolare | 23  |
| Tackle              | 136 |
| Sack                | 0,0 |
| Intercetti          | 6   |

Statistiche aggiornate alla stagione 2014